# Бекузарова, Сарра Абрамовна
Сарра Абрамовна Бекузарова (урождённая Кинбург; 18 февраля 1937, Харьков — 5 января 2021, Республика Северная Осетия) — российский селекционер, доктор сельскохозяйственных наук, профессор кафедры растениеводства ГГАУ, профессор кафедры экологии и природопользования в Северо-Осетинском государственном университете.

## Биография
Сарра Бекузарова в 1958 году переезжает в Северную Осетию и поступает в Северо-Осетинский сельскохозяйственный институт. С 1963 году работала почвоведом в Северо-Осетинском отделении Росгипрозема, в 1974 году закончила аспирантуру Всероссийского ордена трудового Красного знамени НИИ кормов имени В. Р. Вильямса. В 1975 году защитила кандидатскую диссертацию на тему «Внутривидовая гибридизация клевера красного (Trifolium pretense L.) в условиях лесостепной зоны Северной Осетии». В 1995 году защитила докторскую диссертацию «Теоретические и практические основы селекции клевера лугового на Северном Кавказе».
Скончалась после непродолжительной болезни в 2021 году.

## Научная деятельность
Бекузаровой или под её руководством были выведены многие сорта лугового клевера: Владикавказский, Дарьял, Фарн, Алан, Иристон 1, Иристон 3, Згид; козлятник Бимболат; могар КАБИР, амарант Иристон, вязель Бекос. Выведенные сорта адаптированы к агроклиматическим условиям Северной Осетии и нашли широкое применение в сельскохозяйственном производстве.
Сарра Бекузарова была первой женщиной в республике, получившей степень доктора сельскохозяйственных наук, написала более 1000 научных работ (в их числе 13 монографий), получила 275 патентов на изобретения, открыла новое направление в селекции многолетних трав, стала основателем уникальной научной школы.
За достижения в области науки имела звание «Заслуженный деятель науки Республики Северная Осетия-Алания», награждена орденом «Знак Почета» (МАНЭБ), медалью «Во Славу Осетии».

### Книги
- Бекузарова С. А., Бораева З. Б., Гасиев В. И., Лущенко Г.В. Методы селекции кормовых культур. — Владикавказ: ФГБНУ «Северо-Кавказский научно-исследовательский институт горного и предгорного сельского хозяйства», 2015. — 43 с.
- Бекузарова С. А., Кузнецов И. Ю., Гасиев В. И. Амарант - универсальная культура. — Владикавказ: Северо-Кавказский научно-исслед. ин-т горного и предгорного сельского хоз-ва, ФГБОУ ВПО Горский гос.аграрный ун-т., 2014. — 180 с. — ISBN 978-5-901912-79-9.

### Статьи
Список работ С. А. Бекузаровой из изданий ВАК включает, в частности, следующие издания:
- Бекузарова С.А., Гончарова Э.А. Биоразнообразие культурных растений: экологическая безопасность и продовольственные ресурсы // Известия Горского ГАУ. — Т. 52, вып. 2. — С. 258—267.
- Бекузарова, С.А. Формирование сложно-гибридных популяций на основе интродуцируемых бобовых трав // Известия Горского ГАУ. — 2015. — Т. 52, вып. 3. — С. 30—36.

- Бекузарова С.А., Трифонова М.Ф., Беляева В.А. Повышение жизнеспособности семян клевера лугового // Известия Международной Академии Аграрного образования. — 2015. — № 23.
- Бекузарова С.А., Соколова Л.Б. Методы создания лугопастбищных сортов бобовых трав // Труды Кубанского ГАУ. — 2015. — № 4 (55).
- Бекузарова, С.А. Продуктивность амаранта сорта «Иристон» и энергетическая эффективность его возделывания в одновидовых и смешанных посевах // Известия Горского государственного аграрного университета. — 2014. — Т. 49, № 4. — С. 51—59.
- Бекузарова, С.А. Эколого-географические основы адаптивной системы селекции клевера лугового // Известия Горского государственного аграрного университета. — 2014. — Т. 47, № 1. — С. 40—43.

### Патенты
С. А. Бекузарова дополнительно к основному образованию в 1982—1984 гг. — оканчивает Центральный институт в области патентоведения. Ей присвоено звание «Заслуженный изобретатель Российской Федерации», а её помощь другим изобретателям в оформлении заявок и получении патентов была отмечена серебряной медалью А. С. Попова.
- Бекузарова С. А., Хубаева Г. П., Лущенко Г. В. Субстрат для выращивания бобовых // Патент РФ на изобретение № 2461184. Опубликовано: 20.09.2012 Бюл. № 26.
- Бекузарова С. А., Хубаева Г. П., Лущенко Г. В. Способ возделывания злаковых однолетних кормовых культур на семена // Патент РФ на изобретение № 2461177. Опубликовано: 20.09.2012 Бюл. № 26.
- Образцов В. Н., Щедрина Д. И., Кадыров С. В., Бекузарова С. А., Дмитриева О. В., Кондратов В. В. Способ предуборочной обработки семенных посевов фестулолиума // Патент РФ на изобретение № 2420050. Опубликовано: 10.06.2011 Бюл. № 16.
- Бекузарова С. А., Аль-Азаун Нагам М. Х., Дзампаева М. В., Датиева И. А. Способ возделывания амаранта на семена // Патент РФ на изобретение № 2729377Опубликовано: 06.08.2020 Бюл. № 22.
- Цугкиев Б. Г., Бекузарова С. А., Тохтиева Л. Х., Цугкиева В. Б., Хекилаев Ц. А.,Тохтиева Э. А. Способ борьбы с болезнями семенного материала зерновых культур, закладываемого на хранение // Патент РФ на изобретение № 2460275. Опубликовано: 10.09.2012 Бюл. № 25.
- Гриднев Н. И.,Бекузарова С. А., Унежев Х. М. Способ повышения всхожести семян бобовых растений // Патент РФ на изобретение № 2312481. Опубликовано: 20.12.2007 Бюл. № 35.
- Бекузарова С. А., Картыжева Л. Е., Цугкиев Б. Г., Абаев А. А., Бушуева В. И. Штамм бактерий Paenibacillus jamilae ВКПМ-13067, используемый как фунгицид и стимулятор клубеньковых бактерий // Патент РФ на изобретение № 2712745. Опубликовано: 30.01.2020 Бюл. № 4.
- Чопикашвили Л. В., Хетагурова Л. Г., Тагаева И. Р., Руруа Ф. К., Беляева В. А., Бекузарова С. А., Сысоева С. Н. Способ получения антимутагенного фитококтейля // Патент РФ на изобретение № 2381809. Опубликовано: 20.02.2010 Бюл. № 5